# Gran Premio d'Italia 1981
Il Gran Premio d'Italia 1981 è stata la tredicesima prova della stagione 1981 del Campionato mondiale di Formula 1. Si è corsa domenica 13 settembre 1981 sul Circuito di Monza. La gara è stata vinta dal francese Alain Prost su Renault; per il vincitore si trattò del terzo successo nel mondiale. Ha preceduto sul traguardo l'australiano Alan Jones e l'argentino Carlos Reutemann, entrambi su Williams-Ford Cosworth.
Questo fu il quarantaquattresimo podio per Carlos Reutemann, che così batté il record di podi per un pilota, in gare valide per il mondiale di Formula 1, che apparteneva a Niki Lauda.

## Vigilia

### Sviluppi futuri
Jean-Pierre Jarier chiese all'Osella di rimanere quale pilota titolare anche per la stagione 1982. La scuderia brasiliana Fittipaldi confermò la sua presenza negli ultimi due gran premi stagionali, da correre in America del Nord; ciò impedì alla March di schierare negli stessi una seconda monoposto, da affidare al pilota spagnolo Emilio de Villota.

### Analisi per il Campionato Costruttori

Carlos Reutemann su Williams. La scuderia britannica era vicina a vincere per il secondo anno consecutivo il titolo Costruttori.

La Williams-Ford Cosworth comandava la classifica del Campionato riservato ai costruttori con 76 punti, ben 20 di vantaggio sulla Brabham-Ford Cosworth. Mancando tre gare alla conclusione erano 45 i punti massimi ancora ottenibili. Ciò rendeva ancora in corsa per il campionato anche Renault, terza a 39 e la Ligier-Matra, quarta a 34. Nei piazzamenti la Williams aveva già ottenuto tre vittorie, e cinque secondi posti, mentre la Brabham aveva tre successi e un secondo posto.
La Williams avrebbe vinto il titolo se:
- avesse ottenuto una doppietta (15 punti) e la Brabham non avesse ottenuto più di quattro punti;
- avesse ottenuto un primo e un terzo posto (13 punti) e la Brabham non avesse ottenuto più di due punti;
- avesse ottenuto un primo e un quarto posto (12 punti) e la Brabham non avesse ottenuto più di un punto;
- avesse ottenuto un primo e un quinto posto (11 punti) e la Brabham non avesse totalizzato punti;

Nella Classifica Piloti, invece, vi erano due conduttori in testa a pari punti: Nelson Piquet e Carlos Reutemann; non vi era perciò la possibilità per nessuno dei due di chiudere il campionato a Monza.

### Aspetti tecnici
La Brabham rinviò l'esordio con la vettura motorizzata col BMW turbo, annunciata in precedenza. Anche l'Alfa Romeo rinunciò a presentare la vettura dotata di motore turbo, che era stata presentata in luglio.
L'Osella testò durante la settimana precedente al gran premio un nuovo modello, che però non venne portato in gara.

### Aspetti sportivi

René Arnoux colse la nona pole position in carriera.

Il Gran Premio d'Italia tornò nella sua tradizionale sede dell'Autodromo nazionale di Monza, dopo che l'edizione 1980 si era corsa a Imola.
Si prospettò l'impiego alla Fittipaldi di Johnny Cecotto, pilota venezuelano, che aveva vinto due titoli nel motomondiale e che era da poco passato all'automobilismo. Cecotto avrebbe dovuto prendere il posto di Keke Rosberg, vicino al passaggio all'ATS. L'Alfa Romeo iscrisse una terza vettura per Mauro Baldi, che però non prese parte all'evento.
Il campione del mondo in carica Alan Jones soffriva per una slogatura a un pollice, rimediata in una rissa di pochi giorni prima. Fu l'ultima presenza a una gara nel mondiale di F1 per il pilota riminese Siegfried Stohr che, dal gran premio seguente, venne sostituito all'Arrows da Jacques Villeneuve, fratello di Gilles.

## Qualifiche

### Resoconto

Gilles Villeneuve su Ferrari nel corso delle prove del venerdì.

Nella prima giornata di prove il tempo fu soleggiato, a differenza dei giorni precedenti. La Renault confermò la sua superiorità sul giro singolo, con René Arnoux, autore del miglior tempo in 1'34"042 (nuovo record del tracciato a oltre 222 km/h di media), che precedette il compagno di scuderia, Alain Prost, di quattro decimi. Carlos Reutemann, terzo a più di un secondo da Arnoux, si poneva davanti ai tempi di Nelson Piquet e di Gilles Villeneuve. L'altro ferrarista Didier Pironi uscì di pista ad alta velocità alla Seconda di Lesmo, senza riportare però conseguenze fisiche.
Al sabato Arnoux fu capace di migliorare il suo tempo, abbassandolo a 1'33"467, conquistando così la sesta pole consecutiva per la Renault, la settima per un pilota francese. A sorpresa però la prima fila non fu tutta della casa francese ma Carlos Reutemann su Williams strappò la seconda piazza a Prost, che chiuse terzo, davanti all'altro francese Jacques Laffite. Nelson Piquet, leader del mondiale a pari punti con Reutemann, fu sesto, preceduto anche da Alan Jones. Jones, durante le prove, ruppe anche un propulsore. Le Ferrari furono penalizzata da problemi tecnici e scesero in classifica. Si qualificò per la prima volta una Toleman, quella di Brian Henton, che così portò all'esordio in gara anche il motore Hart.
Alla sera, rientrando presso l'hotel, Jean-Pierre Jarier alla guida di una vettura privata, investì e uccise un ciclista quattordicenne, all'altezza di Arcore. Il pilota, che subì delle escoriazioni, e fu interrogato dalla polizia, partecipò regolarmente al gran premio, non essendo emerse, da una prima indagine, violazioni al codice della strada.

### Risultati
I risultati delle qualifiche furono i seguenti:
| Pos | Nº | Pilota             | Costruttore              | Tempo    | Griglia |
| --- | -- | ------------------ | ------------------------ | -------- | ------- |
| 1   | 16 | René Arnoux        | Renault                  | 1'33"467 | 1       |
| 2   | 2  | Carlos Reutemann   | Williams-Ford Cosworth   | 1'34"140 | 2       |
| 3   | 15 | Alain Prost        | Renault                  | 1'34"374 | 3       |
| 4   | 26 | Jacques Laffite    | Ligier-Matra             | 1'35"062 | 4       |
| 5   | 1  | Alan Jones         | Williams-Ford Cosworth   | 1'35"359 | 5       |
| 6   | 5  | Nelson Piquet      | Brabham-Ford Cosworth    | 1'35"449 | 6       |
| 7   | 7  | John Watson        | McLaren-Ford Cosworth    | 1'35"557 | 7       |
| 8   | 28 | Didier Pironi      | Ferrari                  | 1'35"596 | 8       |
| 9   | 27 | Gilles Villeneuve  | Ferrari                  | 1'35"627 | 9       |
| 10  | 23 | Bruno Giacomelli   | Alfa Romeo               | 1'35"946 | 10      |
| 11  | 12 | Elio De Angelis    | Lotus-Ford Cosworth      | 1'36"158 | 11      |
| 12  | 11 | Nigel Mansell      | Lotus-Ford Cosworth      | 1'36"210 | 12      |
| 13  | 22 | Mario Andretti     | Alfa Romeo               | 1'36"296 | 13      |
| 14  | 6  | Héctor Rebaque     | Brabham-Ford Cosworth    | 1'36"472 | 14      |
| 15  | 25 | Patrick Tambay     | Ligier-Matra             | 1'36"515 | 15      |
| 16  | 8  | Andrea De Cesaris  | McLaren-Ford Cosworth    | 1'37"019 | 16      |
| 17  | 3  | Eddie Cheever      | Tyrrell-Ford Cosworth    | 1'37"160 | 17      |
| 18  | 32 | Jean-Pierre Jarier | Osella-Ford Cosworth     | 1'37"264 | 18      |
| 19  | 17 | Derek Daly         | March-Ford Cosworth      | 1'37"309 | 19      |
| 20  | 29 | Riccardo Patrese   | Arrows-Ford Cosworth     | 1'37"355 | 20      |
| 21  | 9  | Slim Borgudd       | ATS-Ford Cosworth        | 1'37"807 | 21      |
| 22  | 4  | Michele Alboreto   | Tyrrell-Ford Cosworth    | 1'37"912 | 22      |
| 23  | 35 | Brian Henton       | Toleman-Hart             | 1'38"012 | 23      |
| 24  | 14 | Eliseo Salazar     | Ensign-Ford Cosworth     | 1'38"053 | 24      |
| NQ  | 33 | Marc Surer         | Theodore-Ford Cosworth   | 1'38"114 | NQ      |
| NQ  | 31 | Beppe Gabbiani     | Osella-Ford Cosworth     | 1'38"474 | NQ      |
| NQ  | 36 | Derek Warwick      | Toleman-Hart             | 1'39"279 | NQ      |
| NQ  | 30 | Siegfried Stohr    | Arrows-Ford Cosworth     | 1'39"713 | NQ      |
| NQ  | 20 | Keke Rosberg       | Fittipaldi-Ford Cosworth | 1'40"345 | NQ      |
| NQ  | 21 | Chico Serra        | Fittipaldi-Ford Cosworth | 1'40"437 | NQ      |

## Gara

### Resoconto

Alain Prost ottenne la prima delle sue tre vittorie al Gran Premio d'Italia.

Alain Prost, partito dalla seconda fila, transitò primo alla Variante Goodyear, precedendo il compagno di scuderia René Arnoux, poi Carlos Reutemann, Didier Pironi (partito ottavo), Nelson Piquet, Alan Jones e Jacques Laffite. Già nel primo giro Reutemann passò Arnoux, che venne passato anche da Pironi. Il ferrarista fu poi capace di passare subito Reutemann e porsi in seconda posizione. Piquet era molto lento e venne passato da Jones e Laffite. Il pilota della Ligier passò poi, al secondo giro, Jones. La gara inizialmente fu caratterizzata da una leggera pioggia; la direzione di corsa però decise di non fermare il gran premio, vista la debolezza della precipitazione.
Al quarto giro Arnoux riprese la terza posizione a Reutemann, mentre un giro dopo saltò anche Pironi, riponendosi in seconda posizione, dietro a Prost. Pironi venne poi passato anche da Laffite. Due giri dopo terminò la gara di Gilles Villeneuve per un guasto al turbo, quando era sesto. La classifica vedeva, dietro al duo della Renault, Jacques Laffite, Didier Pironi, Carlos Reutemann, Bruno Giacomelli, Alan Jones e Nelson Piquet. In due giri Reutemann passò Pironi e Laffite, mentre Giacomelli venne saltato da Jones e Piquet.
Al giro 9 Laffite perse una posizione, a favore di Pironi, a causa di una foratura lenta. Un giro dopo i rimontanti Jones e Piquet sorpassarono sul rettilineo d'arrivo sia Laffite che Pironi. Laffite si ritirò al dodicesimo giro.
La pioggia, che scendeva minuta alla Parabolica, tradì Eddie Cheever che andò in testacoda; René Arnoux, per evitare la monoposto dello statunitense, uscì di pista: furono entrambi costretti al forfait. Al giro 13 Jones prese il terzo posto a Carlos Reutemann. Tra il giro 14 e il 16 Giacomelli guadagnò tre posizioni, su Didier Pironi, Nelson Piquet e Reutemann, autore di un errore. L'argentino scalò in basso di cinque piazze. La classifica vedeva primo Alain Prost, seguito da Jones, Giacomelli, Piquet, Pironi e Tambay. Sulla Williams di Reutemann erano montate gomme dure, ciò che rendeva molto difficoltosa la guida. Il pilota della Ligier attaccò con successo prima Pironi poi Piquet. Attorno al giro 19 la pioggia cessò di cadere sulla pista
Il giro 20 fu caratterizzato dal violento botto che vide protagonista John Watson, che sbatté poco dopo la seconda di Lesmo. La vettura si spezzò in due, col motore che finì in mezzo alla pista e venne sfiorato dal sopraggiungente Michele Alboreto. Due giri dopo Piquet passò Pironi mentre al giro 23 Patrick Tambay si ritirò per una foratura e Giacomelli (tornata 26) fu costretto a una sosta per un guasto al cambio. Ora Prost comandava su Jones, Piquet, Pironi e Andretti che però dovette poi rallentare per un surriscaldamento del motore. Al trentatreesimo giro l'italoamericano dovette cedere a Carlos Reutemann.
Reutemann passò Pironi al giro 38, alla Variante della Roggia; tre giri dopo anche Andretti fu costretto all'abbandono della gara. Entrò in zona punti Elio De Angelis. Ancora tre giri e il pilota romano superò Pironi, ponendosi quinto.
A metà dell'ultima tornata cedette il Ford Cosworth DFV di Nelson Piquet mentre il brasiliano era terzo. Alain Prost vinse davanti a Jones (anche lui rallentato alla fine da un problema tecnico), Reutemann, De Angelis e Pironi. Nelson Piquet conquistò un punto grazie a un testacoda di Andrea De Cesaris, anch'esso all'ultimo giro, che consentì al brasiliano di classificarsi nella zona dei punti.

### Risultati
I risultati del gran premio furono i seguenti:
| Pos | No | Pilota             | Costruttore              | Giri | Tempo/Ritiro     | Pos. Griglia | Punti |
| --- | -- | ------------------ | ------------------------ | ---- | ---------------- | ------------ | ----- |
| 1   | 15 | Alain Prost        | Renault                  | 52   | 1h26'36"897      | 3            | 9     |
| 2   | 1  | Alan Jones         | Williams-Ford Cosworth   | 52   | + 22"175         | 5            | 6     |
| 3   | 2  | Carlos Reutemann   | Williams-Ford Cosworth   | 52   | + 50"587         | 2            | 4     |
| 4   | 11 | Elio De Angelis    | Lotus-Ford Cosworth      | 52   | + 1'32"902       | 11           | 3     |
| 5   | 28 | Didier Pironi      | Ferrari                  | 52   | + 1'34"522       | 8            | 2     |
| 6   | 5  | Nelson Piquet      | Brabham-Ford Cosworth    | 51   | Motore           | 6            | 1     |
| 7   | 8  | Andrea De Cesaris  | McLaren-Ford Cosworth    | 51   | Foratura         | 16           |       |
| 8   | 23 | Bruno Giacomelli   | Alfa Romeo               | 50   | + 2 giri         | 10           |       |
| 9   | 32 | Jean-Pierre Jarier | Osella-Ford Cosworth     | 50   | + 2 giri         | 18           |       |
| 10  | 35 | Brian Henton       | Toleman-Hart             | 49   | + 3 giri         | 23           |       |
| Rit | 22 | Mario Andretti     | Alfa Romeo               | 40   | Motore           | 13           |       |
| Rit | 17 | Derek Daly         | March-Ford Cosworth      | 36   | Cambio           | 19           |       |
| Rit | 25 | Patrick Tambay     | Ligier-Matra             | 22   | Foratura         | 15           |       |
| Rit | 12 | Nigel Mansell      | Lotus-Ford Cosworth      | 21   | Sospensione      | 12           |       |
| Rit | 7  | John Watson        | McLaren-Ford Cosworth    | 19   | Incidente        | 7            |       |
| Rit | 29 | Riccardo Patrese   | Arrows-Ford Cosworth     | 18   | Cambio           | 20           |       |
| Rit | 4  | Michele Alboreto   | Tyrrell-Ford Cosworth    | 17   | Incidente        | 22           |       |
| Rit | 14 | Eliseo Salazar     | Ensign-Ford Cosworth     | 13   | Testacoda        | 24           |       |
| Rit | 16 | René Arnoux        | Renault                  | 12   | Testacoda        | 1            |       |
| Rit | 26 | Jacques Laffite    | Ligier-Matra             | 11   | Foratura         | 4            |       |
| Rit | 3  | Eddie Cheever      | Tyrrell-Ford Cosworth    | 11   | Testacoda        | 17           |       |
| Rit | 9  | Slim Borgudd       | ATS-Ford Cosworth        | 10   | Testacoda        | 21           |       |
| Rit | 27 | Gilles Villeneuve  | Ferrari                  | 5    | Motore           | 9            |       |
| Rit | 6  | Héctor Rebaque     | Brabham-Ford Cosworth    | 1    | Probl. Elettrico | 14           |       |
| NQ  | 33 | Marc Surer         | Theodore-Ford Cosworth   |      |                  |              |       |
| NQ  | 31 | Beppe Gabbiani     | Osella-Ford Cosworth     |      |                  |              |       |
| NQ  | 36 | Derek Warwick      | Toleman-Hart             |      |                  |              |       |
| NQ  | 30 | Siegfried Stohr    | Arrows-Ford Cosworth     |      |                  |              |       |
| NQ  | 20 | Keke Rosberg       | Fittipaldi-Ford Cosworth |      |                  |              |       |
| NQ  | 21 | Chico Serra        | Fittipaldi-Ford Cosworth |      |                  |              |       |
| NA  | 24 | Mauro Baldi        | Alfa Romeo               |      |                  |              |       |

## Classifiche

### Piloti
| Pos. | Pilota            | Punti |
| ---- | ----------------- | ----- |
| 1    | Carlos Reutemann  | 49    |
| 2    | Nelson Piquet     | 46    |
| 3    | Alain Prost       | 37    |
| 4    | Alan Jones        | 37    |
| 5    | Jacques Laffite   | 34    |
| 6    | Gilles Villeneuve | 21    |
| 7    | John Watson       | 21    |
| 8    | Elio De Angelis   | 13    |
| 9    | René Arnoux       | 11    |
| 10   | Héctor Rebaque    | 11    |
| 11   | Riccardo Patrese  | 10    |
| 12   | Eddie Cheever     | 10    |
| 13   | Didier Pironi     | 9     |
| 14   | Nigel Mansell     | 5     |
| 15   | Marc Surer        | 4     |
| 16   | Mario Andretti    | 3     |
| 17   | Patrick Tambay    | 1     |
| =    | Andrea De Cesaris | 1     |
| =    | Slim Borgudd      | 1     |
| =    | Eliseo Salazar    | 1     |

### Costruttori
| Pos. | Team                   | Punti |
| ---- | ---------------------- | ----- |
| 1    | Williams-Ford Cosworth | 86    |
| 2    | Brabham-Ford Cosworth  | 57    |
| 3    | Renault                | 48    |
| 4    | Ligier-Matra           | 34    |
| 5    | Ferrari                | 30    |
| 6    | McLaren-Ford Cosworth  | 22    |
| 7    | Lotus-Ford Cosworth    | 18    |
| 8    | Arrows-Ford Cosworth   | 10    |
| 9    | Tyrrell-Ford Cosworth  | 10    |
| 10   | Ensign-Ford Cosworth   | 5     |
| 11   | Alfa Romeo             | 3     |
| =    | Theodore-Ford Cosworth | 1     |
| =    | ATS-Ford Cosworth      | 1     |